# Hapalopsittaca fuertesi
Il pappagallo alindaco (Hapalopsittaca fuertesi Chapman, 1912) è un uccello della famiglia degli Psittacidi. Rarissimo, è endemico delle pendici di un vulcano sulle Ande colombiane. Visto l'ultima volta nel 1911 dal personale dell'American Museum of Natural History che si occupava di procurare esemplari, il pappagallo alindaco non fu mai fotografato, fino al 28 luglio 2002. A quella data, i ricercatori Jorge Velasquez e Alonso Quevedo rimasero attoniti nel vedere uno stormo di quattordici di questi uccelli dalle lunghe zampe scendere a spirale dagli alberi per posarsi al suolo vicino a loro. Essi presero appunti, scattarono fotografie e girarono filmati per documentare la loro notevole scoperta. Conosciuto localmente come loro multicolor, il pappagallo alindaco è verde, con ali di color indaco, spalle rosse, sommo della testa blu e una macchia di color castagna alla base del becco, di un avorio pallido. Non essendo stato visto da molto tempo, questo pappagallo era considerato estinto. Una regola empirica, non necessariamente valida, è quella di considerare estinta una specie se non è stata vista da cinquant'anni, ma questa norma non tiene conto delle inaccessibili foreste coperte di nuvole della Colombia.